# Zlatna
Zlatna (węg. Zalatna) – miasto w zachodniej Rumunii, w okręgu Alba (środkowy Siedmiogród). Liczy 7490 mieszkańców (dane na rok 2011).

## Krótki opis
Leży 36 km na północny zachód od miasta Alba Iulia. Prawa miejskie uzyskało w 1968. Merem miasta jest Silviu Ponoran. Miasto stanowi ośrodek górnictwa złota. W mieście rozwinął się przemysł chemiczny oraz spożywczy.